# 泉髮菌屬
泉髮菌屬也称铁细菌属，为鞘氨醇杆菌目泉髮菌科的唯一一个属。杆状菌。该属的模式种为多孢泉发菌（Crenothrix polyspora）。

## 下属物种
- 多孢泉发菌 Crenothrix polyspora Cohn, 1870，多孢铁细菌